# Йон Еріксен
Йон Еріксен (дан. John Eriksen; 20 листопада 1957, Звендборг, Данія — 12 лютого 2002, Копенгаген, Данія) — данський футболіст, що грав на позиції нападника.
Виступав, зокрема, за клуби «Рода» та «Серветт», а також національну збірну Данії.

## Клубна кар'єра
Вихованець футбольної школи клубу «Свендборг».
У дорослому футболі дебютував 1978 року виступами за команду клубу «Оденсе», в якій провів два сезони, взявши участь у 58 матчах чемпіонату.
Своєю грою за цю команду привернув увагу представників тренерського штабу клубу «Рода», до складу якого приєднався 1980 року. Відіграв за команду з Керкраде наступні чотири сезони своєї ігрової кар'єри. Більшість часу, проведеного у складі «Роди», був основним гравцем атакувальної ланки команди.
Згодом з 1984 по 1986 рік грав у складі команд клубів «Мюлуз» та «Феєнорд».
1986 року уклав контракт з клубом «Серветт», у складі якого провів наступні три роки своєї кар'єри гравця. Граючи у складі «Серветта» також здебільшого виходив на поле в основному складі команди. В новому клубі був серед найкращих голеодорів, відзначаючись забитим голом в середньому щонайменше у кожній третій грі чемпіонату.
Протягом 1989—1991 років захищав кольори команди клубу «Люцерн».
Завершив професійну ігрову кар'єру у клубі «Свендборг», за команду якого виступав протягом 1991—1993 років.

## Виступи за збірні
1975 року дебютував у складі юнацької збірної Данії, взяв участь у трьох іграх на юнацькому рівні, відзначившись одним забитим голом.
Протягом 1978—1983 років залучався до складу молодіжної збірної Данії. На молодіжному рівні зіграв у 15 офіційних матчах, забив 3 голи.
1981 року дебютував в офіційних матчах у складі національної збірної Данії. Протягом кар'єри у національній команді, яка тривала 8 років, провів у формі головної команди країни 17 матчів, забивши 6 голів.
У складі збірної був учасником чемпіонату світу 1986 року в Мексиці, чемпіонату Європи 1988 року у ФРН.

## Досягнення
- Найкращий бомбардир Чемпіонату Данії: 1978 (22 голів), 1979 (20 голів)
- Найкращий бомбардир Ліги 2: 1984—1985 (група А, 27 голів)
- Найкращий бомбардир швейцарської Суперліги: 1986—1987 (28 голів), 1987—1988 (36 голів)